# Kedar Shah
Kedar Nath Shah (Mumbai, 23 marzo 1923 – ...) è stato un pallanuotista indiano, che ha partecipato alle Olimpiadi di Helsinki 1952.